# Rafael Bardem

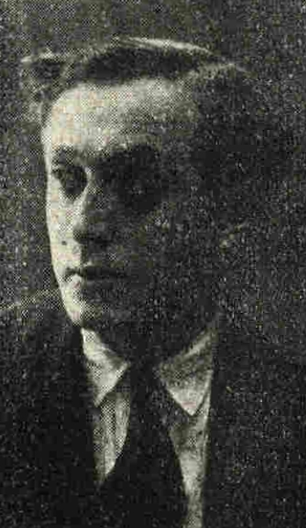
Rafael Bardem (1912)

Rafael Bardem Solé (* 10. Januar 1889 in Barcelona; † 6. November 1972 in Madrid) war ein spanischer Schauspieler.

## Leben
Bardem begann seine Karriere als Schauspieler in den 1920er Jahren als Mitglied der Theatergruppe um Rosario Pino und war in den folgenden zwanzig Jahren mit etlichen anderen Ensembles erfolgreich. Als Theaterdarsteller zählt er zu den Legenden in Spanien. 1941 debütierte er als Kinoschauspieler und war bis zu seinem Tod in über 110 Filmen als Charakterdarsteller gefragt.
Seit 1918 war er mit seiner Schauspielkollegin Matilde Muñoz Sampedro verheiratet; ihre beiden Kinder, Juan Antonio und Pilar waren ebenfalls im Filmgeschäft tätig.

## Filmografie (Auswahl)
- 1941: Tierra y cielo
- 1950: Der schwarze Jack (Black Jack)
- 1951: Das Wunder von Fatima (La señora de Fátima)
- 1953: Die Liebenden von Toledo (Les Amants de Tolède)
- 1954: Der Coyote (El coyote)
- 1954: Die Rache des Coyoten (La justicia del Coyote)
- 1961: Die Liebe ist ein seltsames Spiel (Cariño mio)
- 1964: Der Rächer von Golden Hill (Cuatro balazos)
- 1966: Die 7 Pistolen des McGregor (7 pistole per i MacGregor)